# 町立南伊勢病院
町立南伊勢病院（ちょうりつみなみいせびょういん）は三重県度会郡南伊勢町にある町立の医療機関。診療、予防、在宅支援、救急、災害対応、地域医療教育の6つの機能を基本とする小規模多機能型病院である。基本理念は「地域の皆さまに信頼される、あたたかみのある医療サービスを目指します」。

## 概要
2019年（令和元年）11月8日に移転し、外来診療を開始した。
- 所在地：三重県度会郡南伊勢町船越2545番地[1]
- 病床数：一般病床50床[1]
  - 目標稼働率:86%[4]
- 構造:鉄骨免震構造3階建[4]
- 延床面積:約3,900 m2[4]
- 総工費:約19億410万円[4]

なお、へき地医療拠点病院とはなっていないが、医師不足で休診中となっていた古和浦地区の「古和浦へき地診療所」に対して当院の医師が隔週で巡回診療を実施している。

## 診療科目
南伊勢町病院事業の設置等に関する条例（令和元年10月1日条例第24号）では以下の7つである。
- 内科
- 整形外科
- 脳神経内科
- 外科
- 皮膚科
- 小児科
- 眼科

過去に存在した診療科目
- 産婦人科[注 1]

## 歴史
民間病院として1938年（昭和13年）9月16日に開設された。戦後しばらくは五ヶ所湾沿岸の町村の拠点病院として順調な経営をしていたが、より充実した医療機関のある伊勢市への交通の便が良くなったため患者が減少し、1967年（昭和42年）1月1日に南勢町へ移管された。
南勢町は病院を改築し、X線診断装置や胃カメラなど当時としては最新鋭の設備を導入し、施設充実を行って経営を好転させた。しかし、大阪大学医学部から受けていた医師の派遣が途絶え医師不足が問題化し、再び経営難に陥った。その後町有林を売却するなどして赤字を埋め合わせたが根本的な解決を見なかった。
1982年（昭和57年）からは三重県の指導を受け自治医科大学の卒業生を医師として迎えるようになる。平成以降は1993年（平成5年）の整形外科開設を皮切りに施設の利便性が図られ、2005年（平成17年）10月1日の南伊勢町発足に伴い現在の名称「町立南伊勢病院」に改称、現在に至る。

### 年表
- 1938年（昭和13年）9月16日 - 医療利用購買販売組合連合会大安病院として開設。
  - 診療科は内科、小児科、外科、産婦人科の4科であった[6]。
- 1944年（昭和19年）3月 - 三重県厚生連に移管[注 2]。
- 1949年（昭和24年）2月1日 - 五ヶ所湾文化厚生農業協同組合連合会に移管[注 3]。
- 1967年（昭和42年）1月1日 - 南勢町に移管。南勢町立大安病院となる。
- 1969年（昭和44年）12月 - 病院新築工事を開始。
- 1971年（昭和46年）1月23日 - 新病院が完成、南勢町立病院に改称。
  - 診療棟鉄筋コンクリート3階建、病棟2階建、面積は636m2、工費は2億2700万円であった。
- 1993年（平成5年） - 整形外科を開設[7]。
- 1998年（平成10年） - 三重県立志摩病院と連携を開始[8]。
- 2000年（平成12年） - 療養型病床及び勤労者外来を開設[7]。
- 2001年（平成13年）9月 - 皮膚科を開設[7]。
- 2005年（平成17年）10月1日 - 南勢町が南島町と合併し、町立南伊勢病院に改称。[7]
- 2008年（平成20年）8月 - 総合診療科を開設[7]。
- 2019年（平成31年、令和元年）
  - 4月 - 小児科を開設[9]。
  - 11月8日 - 標高約90 mの高台に移転[4]。眼科を開設[9]。

### 旧病院

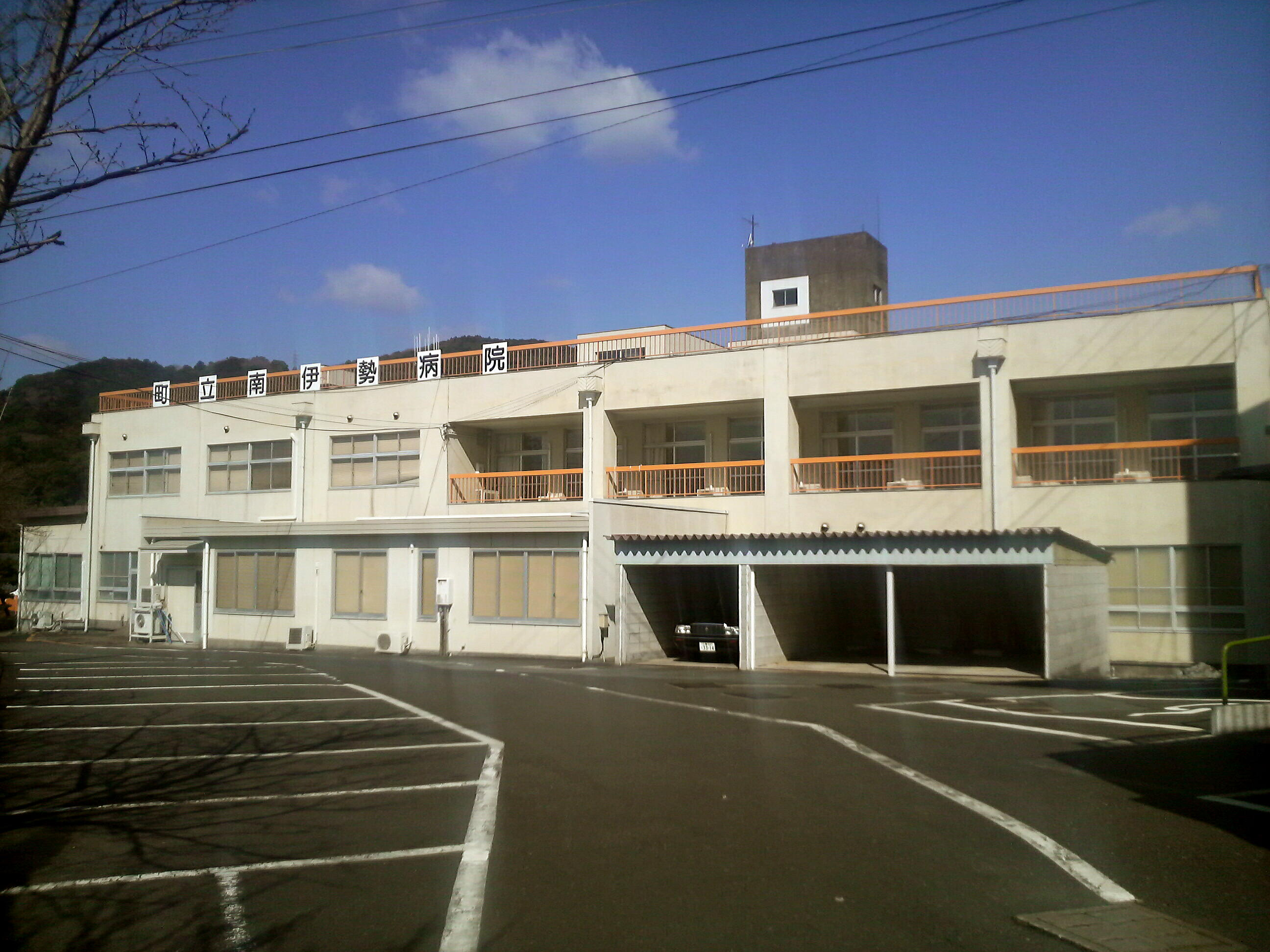
旧病院（2009年3月）

- 所在地：三重県度会郡南伊勢町五ヶ所浦2969
- 病床数：76床（療養型[注 4]43床、一般病床[注 5]33床）
- 敷地面積：4,588.42m2[2]
  - 建物面積：3,261m2[2]
- 職員：医師6人、看護師22人ほか（2004年4月1日現在[2]）

## 分院・診療所
かつては以下の診療所を分院としていたが、現在はいずれも廃止されている。
宿浦診療所
1949年（昭和24年）2月1日に本院が経営移管された際に分院として設置。本院の大学からの派遣医師不足に伴い委託診療が続いた。
相賀診療所
相賀浦区立の診療所として開設。1953年（昭和28年）に分院となり、1963年（昭和38年）に町立に移管。1982年（昭和57年）には近隣地区でも巡回治療が実施された。

## 交通
- 南伊勢町営バス 町立南伊勢病院バス停[10]
- 三重交通バス町立南伊勢病院バス停